# Stanisław Domański (fitopatolog)
Stanisław Domański (ur. 8 maja 1916 w Kłecku, zm. 22 listopada 1993) – polski fitopatolog, mykolog.

## Życiorys
Jego ojciec, który był lekarzem, chciał, by syn również został lekarzem. Stanisław miał jednak inne plany. W latach 1937–38 studiował wychowanie fizyczne na Uniwersytecie Poznańskim, przeniósł się jednak na Wydział Rolniczo-Leśny tego uniwersytetu. Studia przerwał wybuch wojny. Ukończył je dopiero w 1947 r. Obronił pracę pt. Badania nad przyczynami obumierania starszych drzewostanów sosnowych w Wielkopolskim Parku Narodowym w Ludwikowie i został na uniwersytecie pracować jako adiunkt. W 1967 r. otrzymał tytuł prof. nadzwyczajnego, w 1982 – prof. zwyczajnego. Był związany z Instytutem Badawczym Leśnictwa w Warszawie, Wyższą Szkołą Rolniczą w Poznaniu, Wyższą Szkołą Rolniczą w Krakowie (był tam m.in. dziekanem Wydziału Leśnego). Członek Rady Naukowej Instytutu Botaniki PAN w Krakowie.
Stanisław Domański został pochowany 2 grudnia 1993 na cmentarzu Rakowickim w Krakowie (kwatera LXIII).

## Praca naukowa
Autor około 90 prac naukowych, w tym dotyczących grzybów podstawkowych powodujących choroby drzew leśnych lub rozkładających drewno (m.in. Grzyby, tom II, II i XIII; Mała flora grzybów, sześć części, 1974–1991). Był redaktorem naczelnym "Małej Flory Grzybów" i członkiem komitetu redakcyjnego "Acta Mycologica".

## Odznaczenia i nagrody
Odznaczenia
- Krzyż Kawalerski Orderu Odrodzenia Polski
- Złoty Krzyż Zasługi
- Medal Komisji Edukacji Narodowej
- Odznaka „Zasłużony dla Leśnictwa i Przemysłu Drzewnego”
- Medal Pamiątkowy w Setną rocznicę powstania Towarzystwa Leśnego

Nagrody i wyróżnienia
- Nagroda I stopnia Sekretarza Naukowego PAN (dwukrotnie)
- Nagroda I stopnia Ministra Nauki, Szkolnictwa Wyższego i Techniki (czterokrotnie)